# Showgirl Homecoming Live
Showgirl Homecoming Live je album v živo avstralske pop pevke Kylie Minogue. Album so posneli med drugim koncertom v sklopu turneje Showgirl - The Homecoming Tour v Sydneyju, Avstralija, 8. januarja 2007 pa ga je v Evropi izdala založba Parlophone. Album je zasedel sedmo mesto na britanski glasbeni lestvici in za uspešno prodajo tamkaj prejel srebrno certifikacijo.
Album je vključeval tudi Sandstormov remiks pesmi »Butterfly«

## Seznam pesmi
| CD 1            | CD 1                                                | CD 1    |
| Št.             | Naslov                                              | Dolžina |
| --------------- | --------------------------------------------------- | ------- |
| 1.              | „Uvertura - Tema Showgirl‟                          | 2:44    |
| 2.              | „Better the Devil You Know‟                         | 3:46    |
| 3.              | „In Your Eyes‟                                      | 3:06    |
| 4.              | „White Diamond‟                                     | 3:33    |
| 5.              | „On a Night Like This‟                              | 4:30    |
| 6.              | „Shocked / What Do I Have to Do? / Spinning Around‟ | 8:22    |
| 7.              | „Temple Prequel‟                                    | 2:57    |
| 8.              | „Confide in Me‟                                     | 4:26    |
| 9.              | „Cowboy Style‟                                      | 3:29    |
| 10.             | „Finer Feelings‟                                    | 1:25    |
| 11.             | „Too Far‟                                           | 4:33    |
| 12.             | „Red Blooded Woman / Where the Wild Roses Grow‟     | 4:34    |
| 13.             | „Slow‟                                              | 4:39    |
| 14.             | „Kids‟ (skupaj z Bonom)                             | 6:05    |
| Skupna dolžina: | Skupna dolžina:                                     | 58:09   |

| CD 2            | CD 2                                        | CD 2    |
| Št.             | Naslov                                      | Dolžina |
| --------------- | ------------------------------------------- | ------- |
| 1.              | „Rainbow Prequel‟                           | 1:10    |
| 2.              | „Somewhere Over the Rainbow‟                | 2:43    |
| 3.              | „Come into My World‟                        | 3:05    |
| 4.              | „Chocolate‟                                 | 2:45    |
| 5.              | „I Believe in You‟                          | 3:28    |
| 6.              | „Dreams / When You Wish Upon a Star‟        | 3:56    |
| 7.              | „Burning Up / Vogue‟                        | 3:21    |
| 8.              | „The Loco-Motion‟                           | 4:43    |
| 9.              | „I Should Be So Lucky / The Only Way Is Up‟ | 3:26    |
| 10.             | „Hand on Your Heart‟                        | 4:19    |
| 11.             | „Space Prequel‟                             | 1:54    |
| 12.             | „Can't Get You out of My Head‟              | 3:55    |
| 13.             | „Light Years / Turn It into Love‟           | 8:13    |
| 14.             | „Especially for You‟                        | 4:28    |
| 15.             | „Love at First Sight‟                       | 6:35    |
| Skupna dolžina: | Skupna dolžina:                             | 58:01   |

## Dosežki
| Lestvica (2007)                       | Dosežek |
| ------------------------------------- | ------- |
| Avstralija (ARIA)                     | 28      |
| Avstrija ( Ö3 Austria Top 40)         | 55      |
| Hrvaška (Croatian Albums Chart)       | 6       |
| Francija (SNEP)                       | 113     |
| Švica (Schweizer Hitparade)           | 54      |
| Združeno kraljestvo (UK Albums Chart) | 7       |
| Poljska (Polish Albums Chart)         | 37      |
| Belgija (Ultratop)                    | 92      |

## Zgodovina izidov
| Država           | Datum           | Založba            | Format    | Katalog    |
| ---------------- | --------------- | ------------------ | --------- | ---------- |
| Velika Britanija | 8. januar 2007  | EMI                | Dvojni CD | 3853312    |
| Avstralija       | 3. februar 2007 | Warner Music Group | Dvojni CD | 5101196872 |
| Japonska         | 11. junij 2007  | Toshiba, EMI       | Dvojni CD | TOCP-66684 |